# Erophiloscia longistyla
Erophiloscia longistyla là một loài chân đều trong họ Philosciidae. Loài này được Vandel miêu tả khoa học năm 1972.